# ماککلسفیلد (کارولینای شمالی)
ماککلسفیلد (به انگلیسی: Macclesfield) شهری در ایالت کارولینای شمالی کشور ایالات متحده آمریکا است که جمعیت آن در سرشماری سال ۲۰۱۰ میلادی، ۴۷۱ نفر بوده‌است.